# Plagiodera recchiai
Plagiodera recchiai es una especie de insecto coleóptero de la familia Chrysomelidae.
Fue descrita científicamente en 1986 por Daccordi.